# Ōmihachiman
Ōmihachiman (jap. 近江八幡市, -shi) ist eine Stadt in der Präfektur Shiga in Japan. Der Name der Stadt setzt sich zusammen aus dem Namen der ehemaligen Provinz Ōmi (Bedeutung: „Nahe Bucht“) und dem Namen des Schreins und zugehörigen Gottes Hachiman. Zur Stadt gehört die Insel Okishima (沖島).

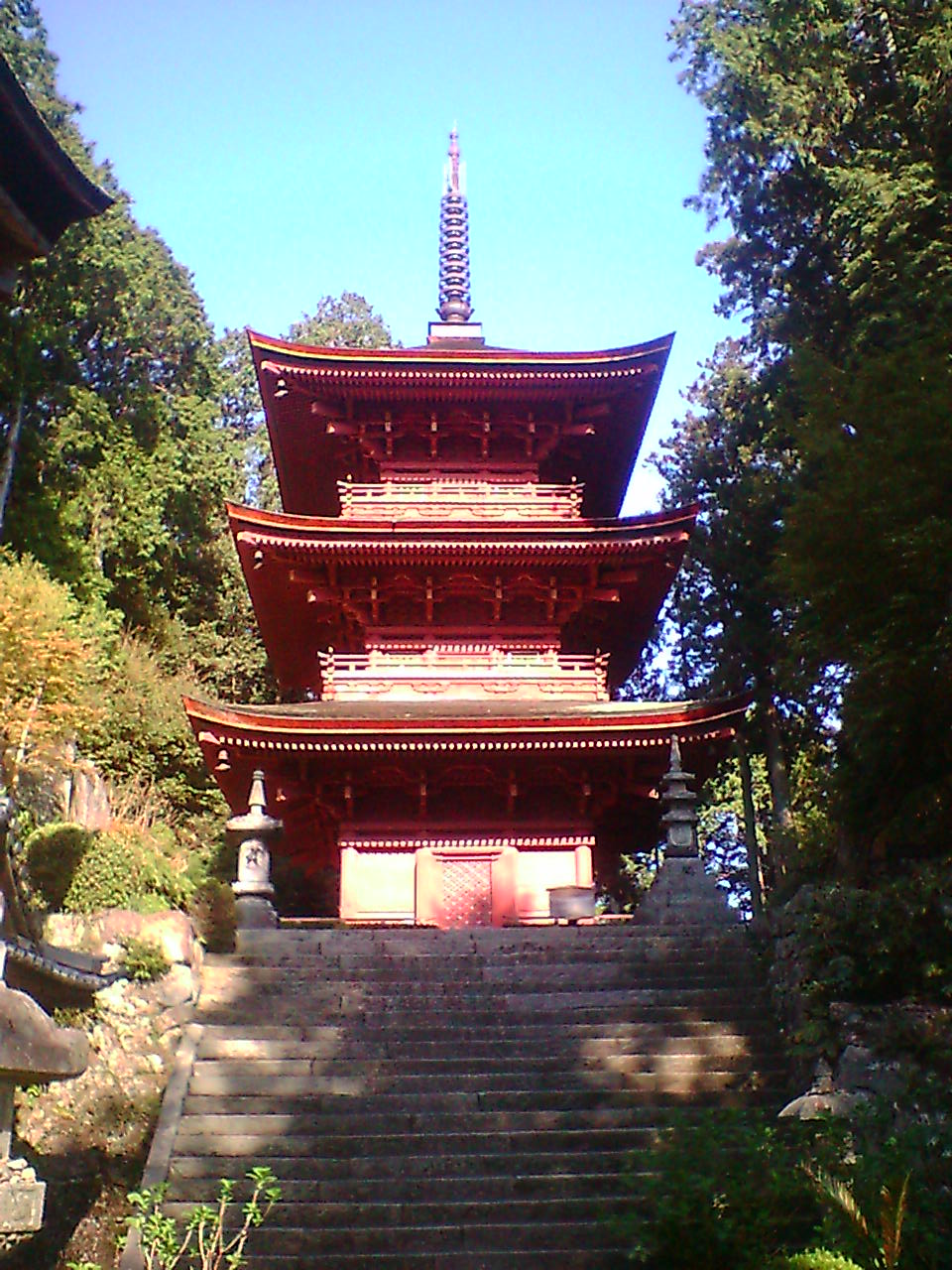
Chōmei-ji

## Geschichte
Am 3. März 1933 wurde das Mura Utsuro (宇津呂村, -mura) und am 1. April 1951 das Mura Shima (島村, -mura) im Gamō-gun (蒲生郡) in die Chō Hachiman (八幡町, -chō) im selben Gun eingemeindet.
Die Ernennung zur Shi unter dem Namen Ōmi-Hachiman erfolgte am 31. März 1954 mit dem Zusammenschluss der Chō Hachiman, sowie der Mura Kaneda (金田村, -mura), Kirihara (桐原村, -mura), Mafuchi (馬淵村, -mura) und Okayama (岡山村, -mura) im Gamō-gun.

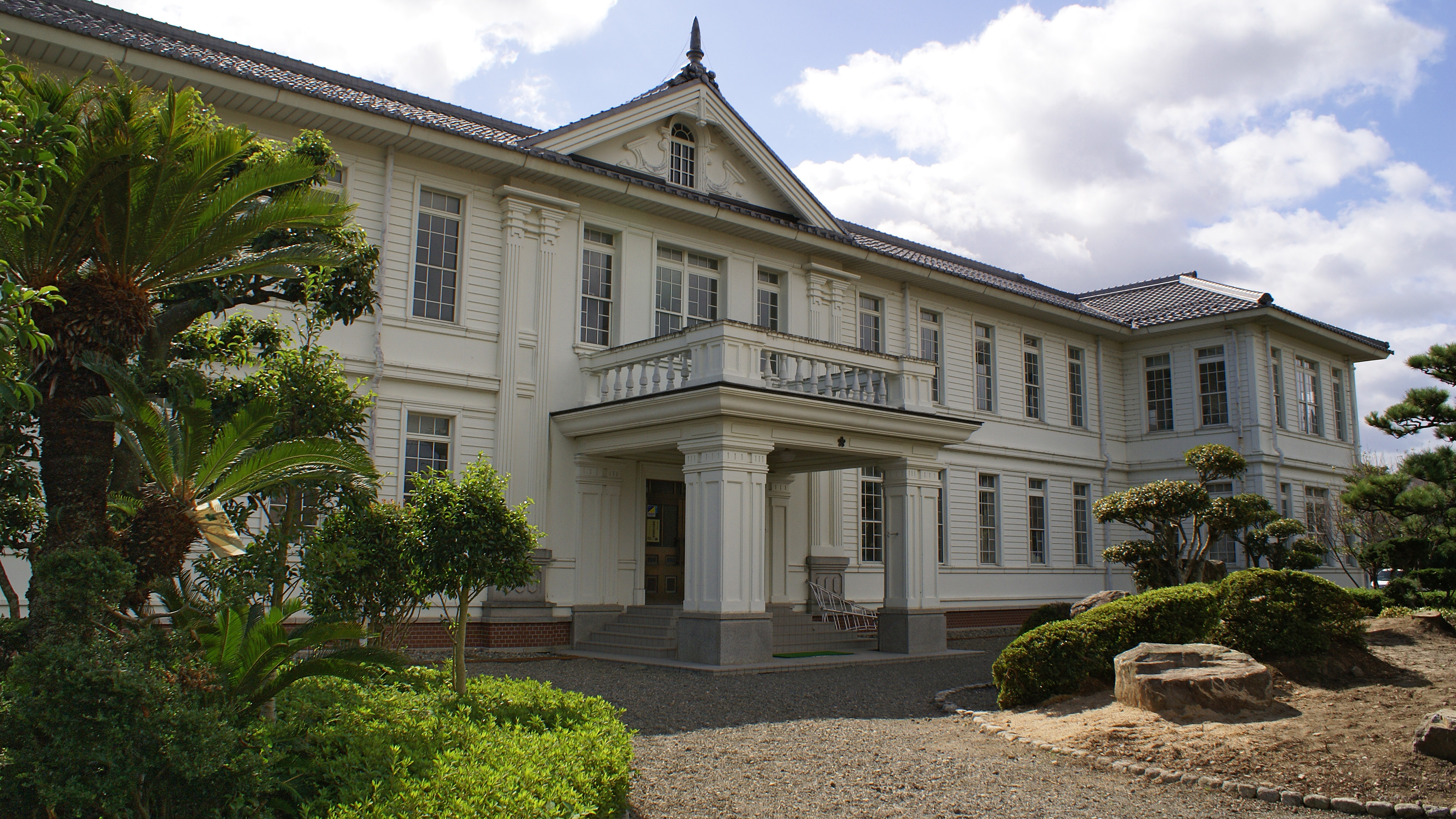
Omihachiman City Yawata Grundschule

Am 3. März 1955 wurde Kitasato (北里村, -mura) im Yasu-gun und am 1. Februar 1958 Musa (武佐村, -mura) im Gamō-gun in die Stadt eingemeindet.

## Sehenswürdigkeiten
- Chōmei-ji (長命寺)
- Himure Hachiman-gū (日牟禮八幡宮)

## Verkehr
- Straße:
  - Nationalstraße 8, nach Niigata oder Kyōto
  - Nationalstraßen 421, 477
- Zug:
  - JR Tōkaidō-Hauptlinie (Biwako-Linie), nach Tokio oder Kōbe
  - Ōmi Tetsudō Yōkaichi-Linie, nach Higashiōmi

## Städtepartnerschaften
- Grand Rapids, Michigan, Vereinigte Staaten, seit 1986
- Leavenworth, Kansas, Vereinigte Staaten, seit 1997
- Miryang, Gyeongsangnam-do, Südkorea, seit 1994

## Söhne und Töchter der Stadt
- Takashi Inui (* 1988), japanischer Fußballspieler
- Yukiko Inui (* 1990), japanische Synchronschwimmerin
- Tatsuo Kawabata (* 1945), japanischer Politiker

## Angrenzende Städte und Gemeinden

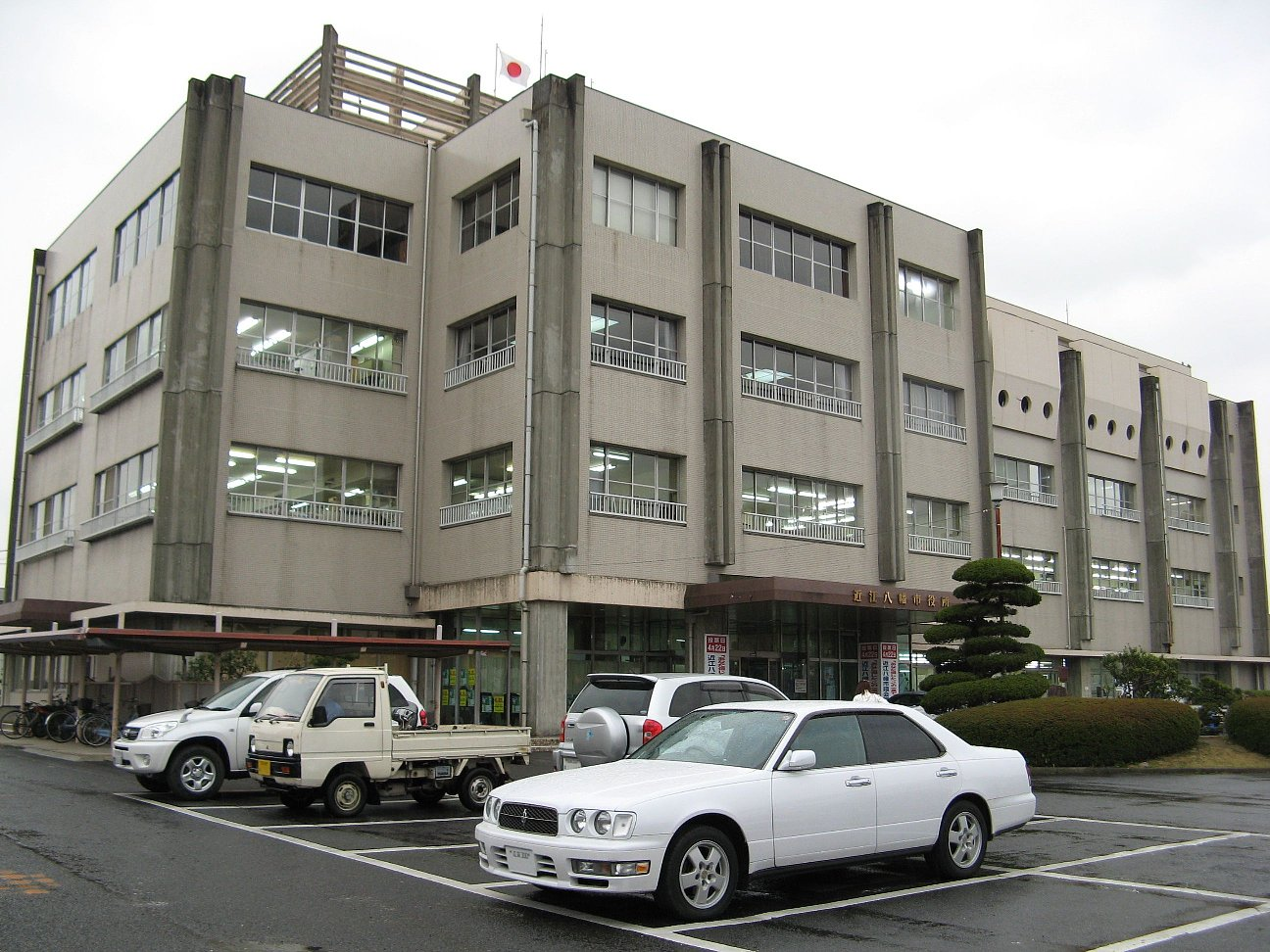
Rathaus

- Higashiomi
- Yasu
- Azuchi